# Tiberioides kerleyi
Tiberioides kerleyi is een keversoort uit de familie Passalidae. De wetenschappelijke naam van de soort is voor het eerst geldig gepubliceerd in 2007 door Kon & Araya.